# Eero Lohi
Eero Olavi Lohi (Ranua, 14 luglio 1927 – Lieto, 10 luglio 2023) è stato un pentatleta finlandese.

## Palmarès
In carriera conseguì i seguenti risultati:
- Mondiali:

Stoccolma 1957: argento nel pentathlon moderno a squadre.
Aldershot 1958: bronzo nel pentathlon moderno a squadre.